# Vincitori del premio Nobel per la letteratura
Segue un elenco dei vincitori del Premio Nobel per la letteratura. Il Premio viene assegnato annualmente dall'Accademia svedese.

## Elenco dei vincitori
| Anno | Ritratto | Premiati                                                      | Nazionalità                                | Lingua             | Motivazione |
| ---- | -------- | ------------------------------------------------------------- | ------------------------------------------ | ------------------ | --- |
| 1901 |          | Sully Prudhomme                                               | Francia                                    | Francese           | “in riconoscimento della sua composizione poetica, che dà prova di un alto idealismo, perfezione artistica ed una rara combinazione di qualità tra cuore ed intelletto” |
| 1902 |          | Theodor Mommsen                                               | Germania                                   | Tedesco            | “al più grande maestro vivente della scrittura storica, con speciale riferimento al suo maggior lavoro, Storia di Roma” |
| 1903 |          | Bjørnstjerne Bjørnson                                         | Svezia-Norvegia                            | Norvegese          | “un tributo alla sua nobile, magnifica e versatile poeticità, con la quale si è sempre distinto per la chiarezza della sua ispirazione e la rara purezza del suo spirito” |
| 1904 |          | Frédéric Mistral                                              | Francia                                    | Occitano           | “in riconoscimento della chiara originalità e della vera ispirazione della sua produzione poetica, che splendidamente riflette gli scenari naturali e lo spirito nativo del suo popolo, e, in aggiunta, al suo importante lavoro come filologo provenzale”                                                                                |
| 1904 |          | José Echegaray y Eizaguirre                                   | Spagna                                     | Spagnolo           | “in riconoscimento delle numerose e brillanti composizioni che, in maniera individuale ed originale, hanno fatto rivivere la grande tradizione del dramma spagnolo” |
| 1905 |          | Henryk Sienkiewicz                                            | Polonia                                    | Polacco            | “per i suoi notevoli meriti come scrittore epico” |
| 1906 |          | Giosuè Carducci                                               | Italia                                     | Italiano           | “non solo in riconoscimento dei suoi profondi insegnamenti e ricerche critiche, ma su tutto un tributo all'energia creativa, alla purezza dello stile ed alla forza lirica che caratterizza il suo capolavoro di poetica” |
| 1907 |          | Rudyard Kipling                                               | Regno Unito (Nato in India britannica)     | Inglese            | “in considerazione del potere dell'osservazione, dell'originalità dell'immaginazione, la forza delle idee ed il notevole talento per la narrazione che caratterizzano le creazioni di questo autore famoso nel mondo” |
| 1908 |          | Rudolf Christoph Eucken                                       | Germania                                   | Tedesco            | “in riconoscimento della sua seria ricerca della verità, il suo potere di penetrare il pensiero, la sua enorme capacità di visione, il calore e la forza delle sue opere con le quali ha trasmesso una filosofia idealistica della vita”                                                                                                  |
| 1909 |          | Selma Lagerlöf                                                | Svezia                                     | Svedese            | “per l'elevato idealismo, la vivida immaginazione e la percezione spirituale che caratterizzano le sue opere” |
| 1910 |          | Paul Johann Ludwig Heyse                                      | Germania                                   | Tedesco            | “un tributo alla consumata capacità artistica, permeata dall'idealismo, che egli ha dimostrato durante la sua lunga carriera produttiva come poeta lirico, drammaturgo, romanziere e scrittore di storie brevi famose nel mondo” |
| 1911 |          | Maurice Polidore Marie Bernhard Maeterlinck                   | Belgio                                     | Francese           | “per le sue molte attività letterarie, specialmente per la sua opera drammatica, che si distinguono per la ricchezza d'immaginazione e la poetica fantastica, che rivela, a volte sotto forma di favola, una profonda ispirazione, mentre in un modo misterioso si rivolge ai sentimenti propri del lettore e ne stimola l'immaginazione” |
| 1912 |          | Gerhart Hauptmann                                             | Germania                                   | Tedesco            | “in riconoscimento della sua fertile, varia ed eccelsa produzione nella sfera dell'arte drammatica” |
| 1913 |          | Rabindranath Tagore                                           | India britannica                           | Bengalese          | “per la profonda sensibilità, per la freschezza e bellezza dei versi che, con consumata capacità, riesce a rendere nella sua poeticità, espressa attraverso il suo linguaggio inglese, parte della letteratura dell'ovest” |
| 1914 |          | non assegnato                                                 |                                            |                    | |
| 1915 |          | Romain Rolland                                                | Francia                                    | Francese           | “un tributo all'elevato idealismo della sua produzione letteraria, alla comprensione ed all'amore per la verità con le quali ha descritto i diversi tipi di esistenza umana” |
| 1916 |          | Carl Gustaf Verner von Heidenstam                             | Svezia                                     | Svedese            | “in riconoscimento della sua importanza come esponente rappresentativo di un nuovo tempo nella nostra letteratura” |
| 1917 |          | Karl Adolph Gjellerup                                         | Danimarca                                  | Danese             | “per la sua varia e ricca poeticità, ispirata da elevati ideali” |
| 1917 |          | Henrik Pontoppidan                                            | Danimarca                                  | Danese             | “per le sue reali descrizioni della vita moderna in Danimarca” |
| 1918 |          | non assegnato                                                 |                                            |                    | |
| 1919 |          | Carl Spitteler                                                | Svizzera                                   | Tedesco            | “in riconoscimento al suo poema epico, Olympischer Frühling” |
| 1920 |          | Knut Hamsun                                                   | Norvegia                                   | Norvegese          | “per il suo monumentale lavoro. Il risveglio della Terra” |
| 1921 |          | Anatole France                                                | Francia                                    | Francese           | “in riconoscimento della sua brillante realizzazione letteraria, caratterizzata da nobiltà di stile, profonda comprensione umana, grazia, e vero temperamento gallico” |
| 1922 |          | Jacinto Benavente                                             | Spagna                                     | Spagnolo           | “per il felice metodo col quale ha proseguito la tradizione illustre del dramma spagnolo” |
| 1923 |          | William Butler Yeats                                          | Irlanda                                    | Inglese            | “per la sua poetica sempre ispirata, che con alta forma artistica ha dato espressione allo spirito di un'intera nazione” |
| 1924 |          | Władysław Stanisław Reymont                                   | Polonia                                    | Polacco            | “per il suo grande romanzo epico, I contadini” |
| 1925 |          | George Bernard Shaw                                           | Regno Unito (Nato in Irlanda)              | Inglese            | “per il suo lavoro intriso di idealismo ed umanità, la cui satira stimolante è spesso infusa di una poetica di singolare bellezza” |
| 1926 |          | Grazia Deledda                                                | Italia                                     | Italiano           | “per la sua ispirazione idealistica, scritta con raffigurazioni di plastica chiarezza della vita della sua isola nativa, con profonda comprensione degli umani problemi” |
| 1927 |          | Henri Bergson                                                 | Francia                                    | Francese           | “in riconoscimento delle sue ricche e animate idee e della brillante capacità con la quale ha saputo esprimerle” |
| 1928 |          | Sigrid Undset                                                 | Norvegia (Nata in Danimarca)               | Norvegese          | “principalmente per la sua imponente descrizione della vita nordica durante il medioevo” |
| 1929 |          | Thomas Mann                                                   | Germania                                   | Tedesco            | “principalmente per i suoi grandi romanzi I Buddenbrook e La montagna incantata” |
| 1930 |          | Sinclair Lewis                                                | Stati Uniti                                | Inglese            | “per la sua arte descrittiva vigorosa e grafica e per la sua abilità nel creare, con arguzia e spirito, nuove tipologie di personaggi” |
| 1931 |          | Erik Axel Karlfeldt                                           | Svezia                                     | Svedese            | “la poesia di Erik Axel Karlfeldt” |
| 1932 |          | John Galsworthy                                               | Regno Unito                                | Inglese            | “per la sua originale arte narrativa, che trova la sua forma più alta ne La saga dei Forsyte” |
| 1933 |          | Ivan Alekseevič Bunin                                         | Unione Sovietica                           | Russo              | “per la precisione artistica con la quale ha trasposto le tradizioni classiche russe in prosa” |
| 1934 |          | Luigi Pirandello                                              | Italia                                     | Italiano           | “per il suo ardito e ingegnoso rinnovamento dell'arte drammatica e teatrale” |
| 1935 |          | non assegnato                                                 |                                            |                    | |
| 1936 |          | Eugene O'Neill                                                | Stati Uniti                                | Inglese            | “per la forza, l'onestà e le emozioni profondamente sentite dei suoi lavori drammatici, che incarnano un concetto originale di tragedia” |
| 1937 |          | Roger Martin du Gard                                          | Francia                                    | Francese           | “per la forza artistica e la verità con la quale ha dipinto il conflitto umano così come gli aspetti fondamentali della vita contemporanea nel suo ciclo di romanzi Les Thibault” |
| 1938 |          | Pearl S. Buck                                                 | Stati Uniti                                | Inglese            | “per le sue ricche e veramente epiche descrizioni della vita contadina in Cina e per i suoi capolavori biografici” |
| 1939 |          | Frans Eemil Sillanpää                                         | Finlandia                                  | Finlandese         | “per la sua profonda comprensione dei contadini del proprio paese e la squisita arte con la quale ha ritratto il loro modo di vivere e la relazione con la natura” |
| 1940 |          | non assegnato                                                 |                                            |                    | |
| 1941 |          | non assegnato                                                 |                                            |                    | |
| 1942 |          | non assegnato                                                 |                                            |                    | |
| 1943 |          | non assegnato                                                 |                                            |                    | |
| 1944 |          | Johannes Vilhelm Jensen                                       | Danimarca                                  | Danese             | “per la sua fervida immaginazione poetica con la quale ha combinato una intellettuale curiosità e uno stile fresco e creativo” |
| 1945 |          | Gabriela Mistral                                              | Cile                                       | Spagnolo           | “per la sua lirica, ispirata da forti emozioni, che ha fatto del suo nome un simbolo delle aspirazioni idealistiche dell'intero mondo latino americano” |
| 1946 |          | Hermann Hesse                                                 | Svizzera (Nato in Germania)                | Tedesco            | “per la sua forte ispirazione letteraria coraggiosa e penetrante esempio classico di ideali filantropici ed alta qualità di stile” |
| 1947 |          | André Gide                                                    | Francia                                    | Francese           | “per la sua opera artisticamente significativa, nella quale i problemi e le condizioni umane sono stati presentati con un coraggioso amore per la verità e con una appassionata penetrazione psicologica” |
| 1948 |          | Thomas Stearns Eliot                                          | Regno Unito (Nato negli Stati Uniti)       | Inglese            | “per il suo notevole e pionieristico contributo alla poesia contemporanea” |
| 1949 |          | William Faulkner                                              | Stati Uniti                                | Inglese            | “per il suo contributo forte e artisticamente unico al romanzo americano contemporaneo” |
| 1950 |          | Bertrand Russell                                              | Regno Unito                                | Inglese            | “in riconoscimento ai suoi vari e significativi scritti nei quali egli si erge a campione degli ideali umanitari e della libertà di pensiero” |
| 1951 |          | Pär Fabian Lagerkvist                                         | Svezia                                     | Svedese            | “per il suo vigore artistico e per l'indipendenza del suo pensiero con cui cercò, nelle sue opere, di trovare risposte alle eterne domande che l'umanità affronta” |
| 1952 |          | François Mauriac                                              | Francia                                    | Francese           | “per il profondo spirito e l'intensità artistica con la quale è penetrato, nei suoi romanzi, nel dramma della vita umana” |
| 1953 |          | Winston Churchill                                             | Regno Unito                                | Inglese            | “per la sua padronanza delle descrizioni storiche e biografiche, nonché per la brillante oratoria in difesa ed esaltazione dei valori umani” |
| 1954 |          | Ernest Hemingway                                              | Stati Uniti                                | Inglese            | “per la sua maestria nell'arte narrativa, recentemente dimostrata con Il vecchio e il mare e per l'influenza che ha esercitato sullo stile contemporaneo” |
| 1955 |          | Halldór Laxness                                               | Islanda                                    | Islandese          | “per la vivida potenza epica con la quale ha rinnovato la grande arte narrativa dell'Islanda” |
| 1956 |          | Juan Ramón Jiménez                                            | Spagna                                     | Spagnolo           | “per la sua poesia piena di slancio, che costituisce un esempio di spirito elevato e di purezza artistica nella lingua spagnola” |
| 1957 |          | Albert Camus                                                  | Francia (Nato nell'Algeria francese)       | Francese           | “per la sua importante produzione letteraria, che con perspicace zelo getta luce sui problemi della coscienza umana nel nostro tempo” |
| 1958 |          | Boris Pasternak (rifiutato su pressione del regime sovietico) | Unione Sovietica                           | Russo              | “per i suoi importanti risultati sia nel campo della poesia contemporanea che in quello della grande tradizione epica russa” |
| 1959 |          | Salvatore Quasimodo                                           | Italia                                     | Italiano           | “per la sua poetica lirica, che con ardente classicità esprime le tragiche esperienze della vita dei nostri tempi” |
| 1960 |          | Saint-John Perse                                              | Francia (Nato in Guadalupa)                | Francese           | “per il volo sublime ed il linguaggio evocativo della sua poesia che in modo visionario riflette gli stati del nostro tempo” |
| 1961 |          | Ivo Andrić                                                    | Jugoslavia                                 | Bosniaco           | “per la forza epica con la quale ha tracciato temi e descritto destini umani tratti dalla storia del proprio Paese” |
| 1962 |          | John Steinbeck                                                | Stati Uniti                                | Inglese            | “Per i suoi scritti realistici e fantasiosi, che uniscono un umorismo simpatico a un'acuta percezione sociale” |
| 1963 |          | Giorgos Seferis                                               | Grecia (Nato nell' Impero ottomano)        | Greco              | “per i suoi scritti eminentemente lirici, ispirati da un profondo legame con il mondo della cultura ellenica” |
| 1964 |          | Jean-Paul Sartre (rifiutato)                                  | Francia                                    | Francese           | “per la sua opera che, ricca di idee e pregna di spirito di libertà e ricerca della verità, ha esercitato un'influenza di vasta portata nel nostro tempo” |
| 1965 |          | Michail Aleksandrovič Šolochov                                | Unione Sovietica                           | Russo              | “per la potenza artistica e l'integrità con le quali, nella sua epica del Don, ha dato espressione a una fase storica nella vita del popolo russo” |
| 1966 |          | Shmuel Yosef Agnon                                            | Israele (Nato in Austria-Ungheria)         | Ebraico            | “per la sua arte narrativa profondamente caratteristica con i temi della vita del popolo ebraico" |
| 1966 |          | Nelly Sachs                                                   | Svezia (Nata in Germania)                  | Tedesco            | “per la sua scrittura lirica e drammatica eccezionale, che interpreta il destino d'Israele con resistenza commovente” |
| 1967 |          | Miguel Ángel Asturias                                         | Guatemala                                  | Spagnolo           | “per i suoi vigorosi risultati letterari, profondamente radicati nei tratti distintivi e nelle tradizioni degli Indiani dell'America Latina” |
| 1968 |          | Yasunari Kawabata                                             | Giappone                                   | Giapponese         | “per la sua abilità narrativa, che esprime con grande sensibilità l'essenza del pensiero giapponese” |
| 1969 |          | Samuel Beckett                                                | Irlanda                                    | Inglese / Francese | “per la sua scrittura, che - nelle nuove forme per il romanzo ed il dramma - nell'abbandono dell'uomo moderno acquista la sua altezza” |
| 1970 |          | Aleksandr Isaevič Solženicyn                                  | Unione Sovietica                           | Russo              | “per la forza etica con la quale ha proseguito l'indispensabile tradizione della letteratura russa” |
| 1971 |          | Pablo Neruda                                                  | Cile                                       | Spagnolo           | “per una poesia che con l'azione di una forza elementare porta vivo il destino ed i sogni del continente” |
| 1972 |          | Heinrich Böll                                                 | Germania Ovest                             | Tedesco            | “per la sua scrittura che con la relativa combinazione di vasta prospettiva sul suo tempo e di un'abilità sensibile nella descrizione ha contribuito ad un rinnovamento della letteratura tedesca” |
| 1973 |          | Patrick White                                                 | Australia (Nato in Regno Unito)            | Inglese            | “per un'arte narrativa epica e psicologica che ha introdotto un nuovo continente nella letteratura” |
| 1974 |          | Eyvind Johnson                                                | Svezia                                     | Svedese            | “per un'arte narrativa, lungimirante in terre ed epoche, al servizio della libertà” |
| 1974 |          | Harry Martinson                                               | Svezia                                     | Svedese            | “per una scrittura che cattura le gocce di rugiada e riflette il cosmo” |
| 1975 |          | Eugenio Montale                                               | Italia                                     | Italiano           | “per la sua poetica distinta che, con grande sensibilità artistica, ha interpretato i valori umani sotto il simbolo di una visione della vita priva di illusioni” |
| 1976 |          | Saul Bellow                                                   | Stati Uniti (Nato in Canada)               | Inglese            | “per la sensibilità umana e la sottile analisi della cultura contemporanea che si trovano combinati nella sua opera” |
| 1977 |          | Vicente Aleixandre                                            | Spagna                                     | Spagnolo           | “per una scrittura poetica creativa che illumina la condizione dell'uomo nell'universo e nella società attuale, allo stesso tempo rappresentando il grande rinnovamento delle tradizioni della poesia spagnola tra le guerre” |
| 1978 |          | Isaac Bashevis Singer                                         | Stati Uniti (Nato in Polonia)              | Yiddish            | “per la sua veemente arte narrativa che, radicata nella tradizione culturale ebraico-polacca, fa rivivere la condizione umana universale” |
| 1979 |          | Odysseas Elytīs                                               | Grecia                                     | Greco              | “per la sua poesia, che, contro lo sfondo di tradizione greca, dipinge con forza e chiarezza intellettuale la lotta dell'uomo moderno per la libertà e la creatività” |
| 1980 |          | Czesław Miłosz                                                | Polonia                                    | Polacco            | “che con voce chiara e lungimirante espone la condizione degli uomini in un mondo di gravi conflitti” |
| 1981 |          | Elias Canetti                                                 | Regno Unito (Nato in Bulgaria)             | Tedesco            | “per i suoi lavori caratterizzati da un'ampia prospettiva, ricchezza di idee e potere artistico” |
| 1982 |          | Gabriel García Márquez                                        | Colombia                                   | Spagnolo           | “per i suoi romanzi e racconti, nei quali il fantastico e il realistico sono combinati in un mondo riccamente composto che riflette la vita e i conflitti di un continente” |
| 1983 |          | William Golding                                               | Regno Unito                                | Inglese            | “per i suoi romanzi che, con l'acume di un'arte narrativa realistica e la diversità e universalità del mito, illuminano la condizione umana nel mondo odierno” |
| 1984 |          | Jaroslav Seifert                                              | Cecoslovacchia                             | Ceco               | “per la sua poesia che, dotata di freschezza, sensualità ed inventiva, fornisce un'immagine di liberazione dello spirito e della versatilità indomita dell'uomo” |
| 1985 |          | Claude Simon                                                  | Francia                                    | Francese           | “che nei suoi romanzi fonde la creatività del poeta e del pittore nella profonda conoscenza del tempo e la descrizione della condizione umana” |
| 1986 |          | Wole Soyinka                                                  | Nigeria                                    | Inglese            | “che in un'ampia prospettiva culturale e con una poetica fuori dagli schemi mostra il dramma dell'esistenza” |
| 1987 |          | Iosif Aleksandrovič Brodskij                                  | Stati Uniti (Nato in Unione Sovietica)     | Russo / Inglese    | “per una condizione di scrittore esauriente, denso di chiarezza di pensiero e di intensità poetica” |
| 1988 |          | Nagib Mahfuz                                                  | Egitto                                     | Arabo              | “che, attraverso gli impianti ricchi di sfumatura - ora con limpide vedute realistiche, ora evocativamente ambiguo - ha formato un'arte narrativa araba che si applica a tutta l'umanità” |
| 1989 |          | Camilo José Cela                                              | Spagna                                     | Spagnolo           | “per una prosa ricca ed intensa, che con la pietà trattenuta forma una visione mutevole della vulnerabilità dell'uomo” |
| 1990 |          | Octavio Paz                                                   | Messico                                    | Spagnolo           | “per una scrittura appassionata, dai larghi orizzonti, caratterizzata da intelligenza sensuale e da integrità umanistica” |
| 1991 |          | Nadine Gordimer                                               | Sudafrica                                  | Inglese            | “che con la sua scrittura epica magnifica - nelle parole di Alfred Nobel - è stata di notevole beneficio all'umanità” |
| 1992 |          | Derek Walcott                                                 | Saint Lucia                                | Inglese            | “per un'apertura poetica di grande luminosità, sostenuto da una visione storica, il risultato di un impegno multiculturale” |
| 1993 |          | Toni Morrison                                                 | Stati Uniti                                | Inglese            | “che in racconti caratterizzati da forza visionaria e rilevanza poetica dà vita ad un aspetto essenziale della realtà statunitense” |
| 1994 |          | Kenzaburō Ōe                                                  | Giappone                                   | Giapponese         | “che con forza poetica crea un mondo immaginario in cui vita e mito si condensano per formare uno sconcertante ritratto dell'attuale condizione umana” |
| 1995 |          | Seamus Heaney                                                 | Irlanda                                    | Inglese            | “per gli impianti di bellezza lirica e di profondità etica, che esaltano i miracoli giornalieri e la vita passata” |
| 1996 |          | Wisława Szymborska                                            | Polonia                                    | Polacco            | “per la poesia che con ironica precisione permette al contesto storico e biologico di venire alla luce in frammenti di realtà umana” |
| 1997 |          | Dario Fo                                                      | Italia                                     | Italiano           | “seguendo la tradizione dei giullari medioevali, dileggia il potere restituendo la dignità agli oppressi” |
| 1998 |          | José Saramago                                                 | Portogallo                                 | Portoghese         | “che con parabole sostenute da immaginazione, compassione e ironia ci permette ancora una volta di afferrare una realtà elusiva” |
| 1999 |          | Günter Grass                                                  | Germania                                   | Tedesco            | “le cui giocose fiabe ritraggono la faccia dimenticata della storia” |
| 2000 |          | Gao Xingjian                                                  | Cina (dal 1940 al 1998) Francia (dal 1998) | Cinese             | “per un'opera dal valore universale, intuito pungente e ingegnosità linguistica che hanno aperto nuove strade al romanzo e al teatro cinese” |
| 2001 |          | Vidiadhar Surajprasad Naipaul                                 | Regno Unito (Nato in Trinidad e Tobago)    | Inglese            | “per aver unito una descrizione percettiva ad un esame accurato incorruttibile costringendoci a vedere la presenza di storie soppresse” |
| 2002 |          | Imre Kertész                                                  | Ungheria                                   | Ungherese          | “per una scrittura che sostiene l'esperienza fragile dell'individuo contro l'arbitrarietà barbarica della storia” |
| 2003 |          | John Maxwell Coetzee                                          | Sudafrica                                  | Inglese            | “che in innumerevoli maschere ritrae il sorprendente coinvolgimento dello straniero” |
| 2004 |          | Elfriede Jelinek                                              | Austria                                    | Tedesco            | “per il flusso melodico di voci e controvoci in romanzi e testi teatrali, che con estremo gusto linguistico rivelano l'assurdità dei cliché sociali e il loro potere” |
| 2005 |          | Harold Pinter                                                 | Regno Unito                                | Inglese            | “perché nelle sue commedie [egli] scopre il baratro che sta sotto le chiacchiere di tutti i giorni e spinge ad entrare nelle stanze chiuse dell'oppressione” |
| 2006 |          | Orhan Pamuk                                                   | Turchia                                    | Turco              | “perché nel ricercare l'anima malinconica della sua città natale, ha scoperto nuovi simboli per rappresentare scontri e legami fra diverse culture” |
| 2007 |          | Doris Lessing                                                 | Regno Unito (Nata in Persia)               | Inglese            | “cantrice dell'esperienza femminile, che con scetticismo, fuoco e potere visionario ha messo sotto esame una civiltà divisa” |
| 2008 |          | Jean-Marie Gustave Le Clézio                                  | Francia / Mauritius                        | Francese           | “autore di nuove partenze, avventura poetica ed estasi sensuale, esploratore di un'umanità al di là e al di sotto della civiltà regnante” |
| 2009 |          | Herta Müller                                                  | Germania (Nata in Romania)                 | Tedesco            | “con la concentrazione della poesia e la franchezza della prosa ha rappresentato il mondo dei diseredati” |
| 2010 |          | Mario Vargas Llosa                                            | Perù / Spagna                              | Spagnolo           | “per la sua cartografia delle strutture del potere e per la sua immagine della resistenza, della rivolta e della sconfitta dell'individuo” |
| 2011 |          | Tomas Tranströmer                                             | Svezia                                     | Svedese            | “attraverso le sue immagini dense e nitide, ha dato nuovo accesso alla realtà” |
| 2012 |          | Mo Yan                                                        | Cina                                       | Cinese             | “che con un realismo allucinatorio fonde racconti popolari, storia e contemporaneità” |
| 2013 |          | Alice Munro                                                   | Canada                                     | Inglese            | “maestra del racconto breve contemporaneo” |
| 2014 |          | Patrick Modiano                                               | Francia                                    | Francese           | “per l'arte della memoria con la quale ha evocato i destini umani più inafferrabili e scoperto il mondo della vita dell'occupazione” |
| 2015 |          | Svjatlana Aleksievič                                          | Bielorussia                                | Russo              | “per la sua opera polifonica, un monumento alla sofferenza e al coraggio nel nostro tempo” |
| 2016 |          | Bob Dylan                                                     | Stati Uniti                                | Inglese            | “per aver creato nuove espressioni poetiche all'interno della grande tradizione della canzone americana” |
| 2017 |          | Kazuo Ishiguro                                                | Regno Unito (Nato in Giappone)             | Inglese            | “che, in romanzi di grande forza emotiva, ha scoperto l'abisso sotto il nostro illusorio senso di connessione con il mondo” |
| 2018 |          | Olga Tokarczuk (Assegnato nel 2019)                           | Polonia                                    | Polacco            | “per un'immaginazione narrativa che con passione enciclopedica rappresenta l'attraversamento dei confini come forma di vita” |
| 2019 |          | Peter Handke                                                  | Austria                                    | Tedesco            | “per un lavoro influente che con ingegnosità linguistica ha esplorato la periferia e la specificità dell'esperienza umana” |
| 2020 |          | Louise Glück                                                  | Stati Uniti                                | Inglese            | “per la sua inconfondibile voce poetica che con l'austera bellezza rende universale l'esistenza individuale” |
| 2021 |          | Abdulrazak Gurnah                                             | Tanzania / Regno Unito                     | Inglese            | “per la sua intransigente e compassionevole penetrazione degli effetti del colonialismo e del destino del rifugiato nel divario tra culture e continenti” |
| 2022 |          | Annie Ernaux                                                  | Francia                                    | Francese           | “per il coraggio e l'acutezza clinica con cui svela le radici, gli allontanamenti e i vincoli collettivi della memoria personale” |
| 2023 |          | Jon Fosse                                                     | Norvegia                                   | Norvegese          | “per le sue opere teatrali e la sua prosa innovativa che danno voce all'indicibile” |
| 2024 |          | Han Kang                                                      | Corea del Sud                              | Coreano            | “per la sua intensa prosa poetica che affronta i traumi storici ed espone la fragilità della vita umana” |

Fonte: Nobelprize.org - Premi Nobel per la letteratura

## Statistiche

### Numero di vincitori per paese

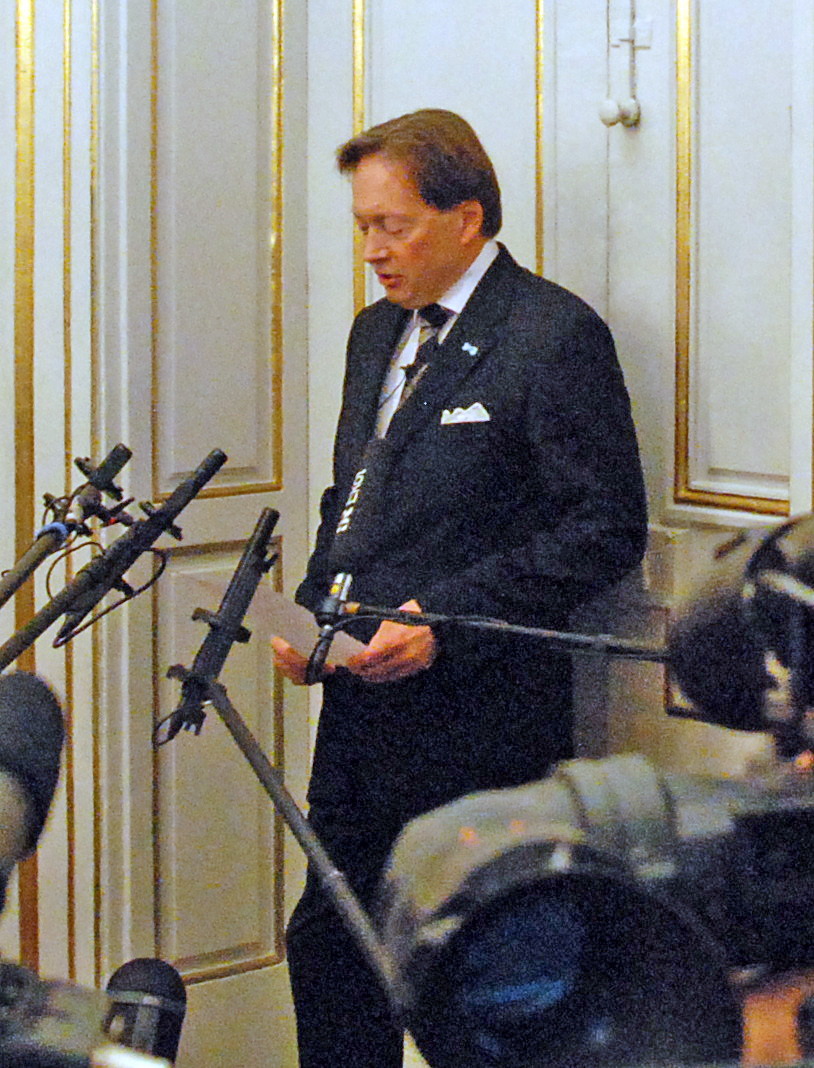
Horace Engdahl, l'ex segretario permanente dell'Accademia svedese, annuncia che Jean-Marie Gustave Le Clézio ha vinto il premio Nobel per la letteratura 2008

| Paese                    | Nobel vinti |
| ------------------------ | ----------- |
| Francia                  | 16          |
| Regno Unito              | 14          |
| Stati Uniti              | 13          |
| Germania                 | 10          |
| Svezia                   | 8           |
| Italia                   | 6           |
| Spagna                   | 6           |
| Polonia                  | 5           |
| Russia/ Unione Sovietica | 5           |
| Austria                  | 4           |
| Irlanda                  | 4           |
| Norvegia                 | 4           |
| Danimarca                | 3           |
| Cile                     | 2           |
| Cina                     | 2           |
| Giappone                 | 2           |
| Grecia                   | 2           |
| Sudafrica                | 2           |
| Svizzera                 | 2           |
| Australia                | 1           |
| Belgio                   | 1           |
| Bielorussia              | 1           |
| Canada                   | 1           |
| Cecoslovacchia           | 1           |
| Colombia                 | 1           |
| Egitto                   | 1           |
| Finlandia                | 1           |
| Guatemala                | 1           |
| India                    | 1           |
| Islanda                  | 1           |
| Israele                  | 1           |
| Jugoslavia               | 1           |
| Corea del Sud            | 1           |
| Mauritius                | 1           |
| Messico                  | 1           |
| Nigeria                  | 1           |
| Perù                     | 1           |
| Portogallo               | 1           |
| Porto Rico               | 1           |
| Saint Lucia              | 1           |
| Turchia                  | 1           |
| Ungheria                 | 1           |
| Tanzania                 | 1           |

### Numero di vincitori per lingua
| Lingua       | Numero di Nobel vinti |
| ------------ | --------------------- |
| Inglese      | 31                    |
| Francese     | 16                    |
| Tedesco      | 14                    |
| Spagnolo     | 11                    |
| Svedese      | 7                     |
| Italiano     | 6                     |
| Russo        | 6                     |
| Polacco      | 5                     |
| Norvegese    | 4                     |
| Danese       | 3                     |
| Cinese       | 2                     |
| Giapponese   | 2                     |
| Greco        | 2                     |
| Arabo        | 1                     |
| Bengalese    | 1                     |
| Ceco         | 1                     |
| Coreano      | 1                     |
| Ebraico      | 1                     |
| Finlandese   | 1                     |
| Islandese    | 1                     |
| Occitano     | 1                     |
| Portoghese   | 1                     |
| Serbo-croato | 1                     |
| Turco        | 1                     |
| Ungherese    | 1                     |
| Yiddish      | 1                     |

Rabindranath Tagore (Premio Nobel nel 1913) scrisse in bengali e inglese, Samuel Beckett (Premio Nobel nel 1969) scrisse in francese e inglese, e Iosif Aleksandrovič Brodskij (Premio Nobel nel 1987) scrisse poesie in russo e prose in inglese. Per questi tre premi Nobel per la letteratura, vengono considerati i loro scritti, rispettivamente, in bengali, francese e russo.

### Numero di vincitori per sesso
| Sesso  | Numero di premi |
| ------ | --------------- |
| Uomini | 103             |
| Donne  | 18              |